# غذاء محلي
الغذاء المحلي (حركة الغذاء المحلي أو لوكفوار -أي شخص الذي لا يتناول إلا الأطعمة المحلية-) هي حركة خاصة بالناس الذين يفضلون تناول الأغذية التي تنمو أو تُزرع بجوار أماكن البيع والتحضير.

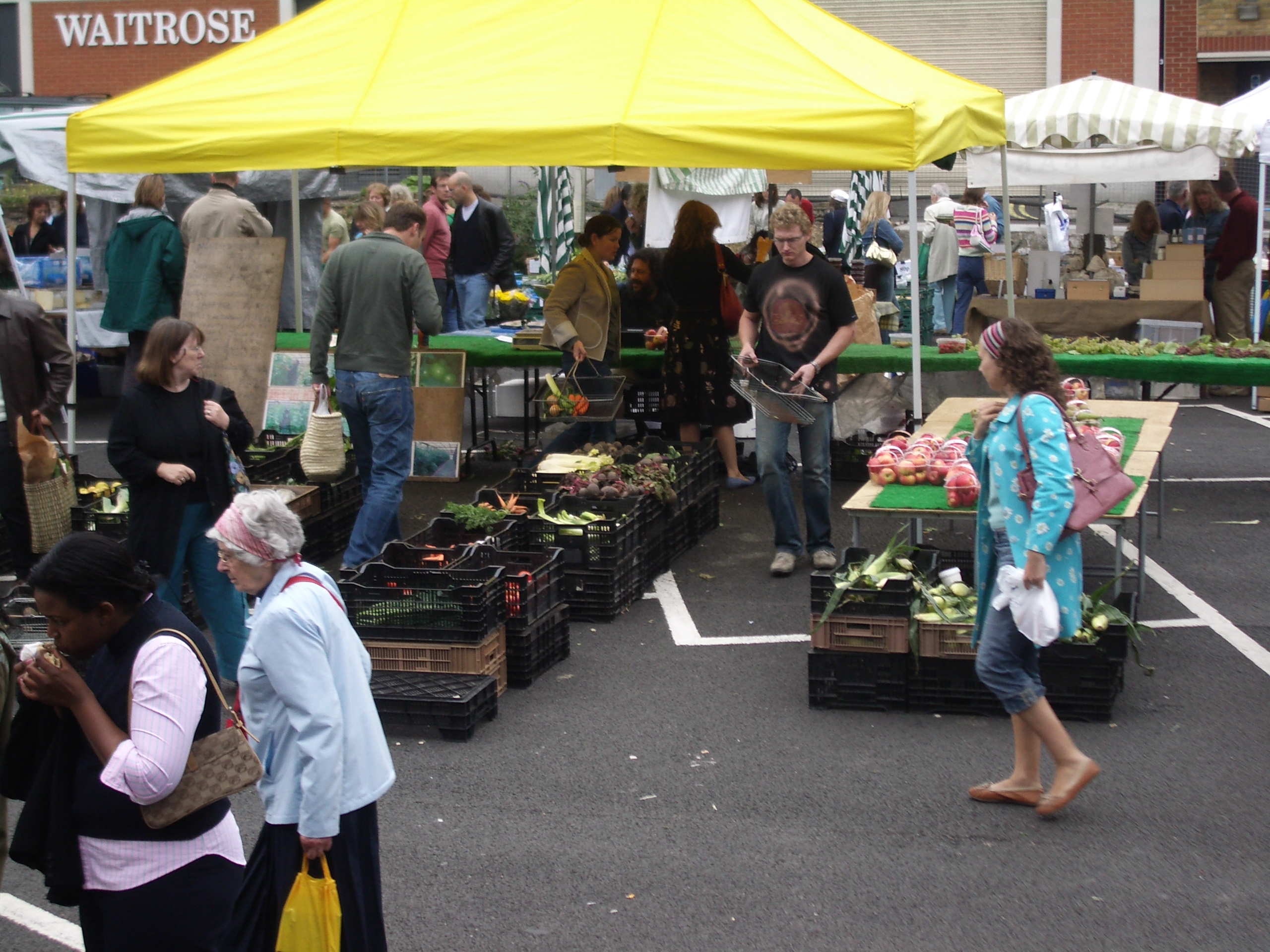
سوق مزارعين مارليبون في لندن، المملكة المتحدة.

تهدف حركات الغذاء المحلي إلى ربط منتجي الأغذية ومستهلكي الأغذية في نفس المنطقة الجغرافية لكي تقوم بتطوير شبكات الأغذية وتجعلها أكثر مرونة واعتمادًا على الذات وتحسن من الاقتصاد المحلي أو لتؤثر على الصحة والبيئة والمجتمع أو لمجتمع في مكان معين. وقد تم توسيع هذا المصطلح ليشمل ليس فقط الموقع الجغرافي للمورد والمستهلك إنما أيضًا الخصائص الاجتماعية وسلسلة التوريد. على سبيل المثال، في كثير من الأحيان تُشجع مبادرات الغذاء المحلي على ممارسة الزراعة المستدامة والزراعة العضوية على الرغم من عدم ارتباطهم صراحة بالقرب الجغرافي للمنتج والمستهلك. يمثل الغذاء المحلي بديلًا لنموذج الغذاء العالمي، وهو نموذج غالبًا ما يجعل الطعام يسافر لمسافات طويلة قبل وصوله إلى المستهلك. وتتضمن شبكة الغذاء المحلي العلاقات بين منتجي الأغذية والموزعين وتجار التجزئة ومستهلكي الأغذية في مكان معين حيث يعملون سويًا لزيادة الأمن الغذائي وضمان الاستدامة الاقتصادية والبيئية والاجتماعية للمجتمع.